# Phong Niên

Phong Niên est une commune vietnamienne du District de Bảo Thắng, dans la province de Lào Cai, région de Tây Bắc. Sa superficie est 43,25 km², et sa population de 6 933 habitants en 2008.
Il y a 19 villages dans la commune.